# Yeşil Sol Parti
Yeşil Sol Parti (Grønt Venstreparti) eller YSP er et politisk parti i Tyrkiet, der blev grundlagt den 25. november 2012. Partiets symbol består af et træ med en lilla stamme, der danner en menneskeskikkelse, en krone bestående af enkelte grønne blade og en gul sol, der danner hovedet af menneskeskikkelsen i midten af kronen. Partiets medformænd er Çiğdem Kılıçgün Uçar og İbrahim Akın.

## Historie
YSP, der tidligere hed Yeşiller ve Sol Gelecek Partisi (Grønt og venstre fremtidsparti), blev grundlagt den 25. november 2012 ved en fusion af Eşitlik ve Demokrasi Partisi (Ligestillings- og Demokratipartiet) og Yeşiller Partisi (Det Grønne Parti). Partiet definerer sig selv som et grønt parti med venstre-liberale idéer.
I 2014 støttede partiet Selahattin Demirtaş som præsidentkandidat ved det tyrkiske præsidentvalg i 2014 og støttede også HDP ved parlamentsvalget i juni 2015.
På den anden ordinære partikongres den 2. april 2016 ændrede partiet sit navn til Yeşil Sol Partisi (YSP). Det nuværende partilogo skyldes beslutningen på den anden ekstraordinære kongres den 16. oktober 2022. Selahattin Demirtaş foreslog senere, at i tilfælde af et eventuelt forbud mod HDP ville alle kandidater fra HDP's parlamentsgruppe stille op i YSP's navn ved parlamentsvalget i 2023.
Med beslutningen af 24. marts 2023 besluttede HDP, Emekçi Hareket Partisi (Arbejderbevægelsens Parti) og Toplumsal Özgürlük Partisi (Det Sociale Frihedsparti) at stille op til præsident- og parlamentsvalget samlet på YSP-listerne for at styrke oppositionsleder Kemal Kilicdaroglus alliance Millet İttifakı (Nationens alliance). YSP er derfor udset til at være et nøgleparti ved præsidentvalget i 2023.